# José Antonio Rojas (futbolista)
José Antonio Rojas Barrera (Quillota, 13 de enero de 1987) es un futbolista chileno que juega de Defensa en Deportes Concepción de la Segunda División Profesional de Chile.

## Clubes
| Club                    | País  | Año       |
| ----------------------- | ----- | --------- |
| Unión La Calera         | Chile | 2003-2009 |
| Everton de Viña del Mar | Chile | 2010      |
| Deportes Antofagasta    | Chile | 2010      |
| Deportes Puerto Montt   | Chile | 2011      |
| Ñublense                | Chile | 2012-2017 |
| Deportes La Serena      | Chile | 2018      |
| Deportes Santa Cruz     | Chile | 2019      |
| Deportes Concepción     | Chile | 2020-2021 |